# Де Маркос, Оскар
О́скар де Ма́ркос Арана́ (баск. Óscar de Marcos Arana, испанское произношение: [ˈoskaɾ ðe ˈmaɾkos aˈɾana]; род. 14 апреля 1989, Лагуардия) — испанский футболист, выступавший на позиции крайнего защитника. Играл как на обоих флангах защиты, так и в центре полузащиты.

## Карьера
Де Маркос начинал карьеру в «Алавес». Дебют за клуб состоялся 21 декабря 2008 года в матче против «Тенерифе».
В июле 2009 года де Маркос подписал 4-летний контракт с «Атлетиком». Дебют за «Атлетик» состоялся 6 августа 2009 года в матче Кубка УЕФА против швейцарского клуба «Янг Бойз» (2:1). 16 августа 2009 года де Маркос в матче против «Барселоны» в Суперкубке Испании 2009 года забил первый гол в составе баскского клуба.
В мае 2010 года де Маркос сыграл один матч за «Бильбао Атлетик», где он помог клубу избежать вылета из третьего дивизиона.
4 января 2012 года де Маркос продлил контракт с «Атлетиком» до 2016 года.

## Достижения
«Атлетик Бильбао»
- Финалист Лиги Европы: 2011/12
- Обладатель Кубка Испании: 2023/24
- Финалист Кубка Испании (3): 2008/09, 2011/12, 2014/15
- Обладатель Суперкубка Испании (2): 2015, 2021